# Собор Святого Христофора (Рурмонд)
Собор святого Христофора (нидерл.  Sint-Christoffelkathedraal) — католическая церковь, находящаяся в городе Рурмонд, Нидерланды. Церковь святого Кристофора является кафедральным собором епархии Рурмонда. Церковь освящена в честь святого Христофора, покровителя путешествующих.

## История
Церковь святого Христофора была построена в 1410 году в неоготическом стиле. Церковь находилась первоначально вне городских стен Рурмонда. В XV веке был перестроен алтарь. В 1661 году церковь стала кафедральным собором основанной в 1559 году епархии Рурмонда. Во время II Мировой войны от обстрела пострадала башня церкви, которая была после войны восстановлена в первоначальном виде.
13 апреля 1992 года церковь святого Христофора частично разрушилась в результате землетрясения, поразившего Нидерланды и Германию. В последующие годы собор был восстановлен, его интерьер был приспособлен к современной католической литургии.